# Willem Retera
Wilhelmus Marinus (Willem) Retera (Den Haag, 8 juni 1858 – Wassenaar, 29 oktober 1930) was een Nederlandse beeldhouwer.

## Leven en werk
Retera was een zoon van Petrus Retera, boekdrukker, en Antonia den Dekker. Hij maakte vooral monumentaal beeldhouwwerk voor diverse gebouwen, waaronder het Vredespaleis, de Ridderzaal, het Tropeninstituut en het Utrechtse Piëtas-gebouw. Hij behoorde tot de school van Cuypers.
In 1903 vestigde Retera zich in Amsterdam, waar hij onderwijzer werd aan de Kunstnijverheidsschool Quellinus. Hij had de gewoonte om in de klas aan zijn eigen opdrachten te werken. Hij gaf les tot 1923, leerlingen van hem waren onder anderen Han Wezelaar en Nicolaas van der Kreek.
Retera overleed op 72-jarige leeftijd. Hij werd begraven op de begraafplaats Rhijnhof in Leiden.